# Confédéralisme démocratique

Drapeau de l'Union des communautés du Kurdistan (KCK) et emblème du confédéralisme démocratique.

Le confédéralisme démocratique, également connu sous le nom de apoïsme (du surnom de son fondateur), est une doctrine politique théorisée par Abdullah Öcalan, et agissant comme base sociale et idéologique pour une partie du mouvement kurde et des organismes qui s'y rattachent. Il se présente toutefois comme un mouvement pluriethnique et internationaliste, mis notamment en avant par Öcalan comme une solution résolutive des nombreux conflits nationaux et religieux du Moyen-Orient. Il est mis en pratique à partir des années 2010 au Rojava, région rebelle autonome de Syrie.

## Concept

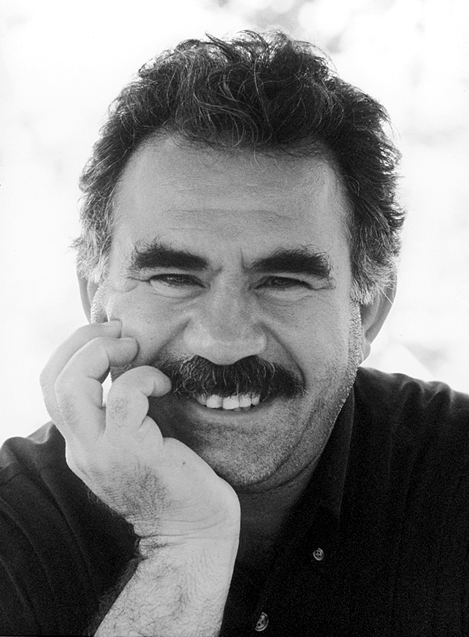
Abdullah Öcalan, fondateur de PKK

L’émergence du confédéralisme démocratique est issue d'une volonté de dépasser le marxisme-léninisme originel du Parti des travailleurs du Kurdistan (PKK) après la guerre froide pour un socialisme organisé à la base et agissant dans tous les domaines de la société par démocratie directe. Le Confédéralisme démocratique rejette ainsi l'État-nation. Ses grandes lignes sont définies par un projet de démocratie assembléiste proche du municipalisme libertaire, une économie de type collectiviste, un système de fédéralisme intégral entre communes et une coopération paritaire et multiethnique dans des systèmes organisationnels et décisionnels autogérés,,. Cette réorientation fut en grande partie l'œuvre des relations entretenues par Abdullah Öcalan lors de sa détention avec l'essayiste libertaire Murray Bookchin,.
Les idées de « Confédération démocratique du Moyen-Orient » ou de « démocratie radicale » s’appuient, entre autres, sur les œuvres de différents penseurs radicaux « postmodernes », et notamment de Murray Bookchin, qui a travaillé sur le « communalisme » et le « municipalisme libertaire ». Si Öcalan, et donc le PKK, ne font plus référence à une autonomie ou une fédération en Turquie, c’est que la citoyenneté qu’ils défendent n’est plus territoriale : les Kurdes doivent s’organiser eux-mêmes, démocratiquement, au sein de conseils locaux, afin de trouver une alternative à l’État-nation. Les fondations en 2005 de l’Union des communautés du Kurdistan (Koma Civakên Kurdistanê, KCK), qui chapeaute toutes les organisations de la mouvance PKK, et en 2007 du Congrès de la société démocratique (Demokratik Toplum Kongresi, DTK), qui est une assemblée de conseils locaux, peuvent ainsi être appréhendées comme une mise en pratique directe du nouveau projet d’Öcalan.
Pour Öcalan, cofondateur du PKK, les concepts clés de ce mouvement sont la démocratie, le socialisme, l'écologie et le féminisme.
Le confédéralisme démocratique puise ses influences tant dans les anciennes civilisations mésopotamiennes que dans les divers débats au sein des courants communistes et anarchistes internationaux, dans les travaux sur l'écologie sociale de Bookchin ou encore dans les expériences autonomes ou zapatistes,.  
Le programme confédéral-démocratique est adopté par le PKK le 1er juin 2005 lors de la Déclaration finale de la 3e Assemblée générale du KONGRA GEL et sera ensuite repris par le Parti de l'union démocratique, proche du PKK en Syrie, mais ne connaîtra une mise en pratique importante qu'en 2012 avec l'autonomie kurde acquise dans la région du Rojava,,.